# 윤정혜 (의사)
윤정혜는 대한민국의 의사이며, 윤정혜산부인과의 원장이자 산부인과 전문의이다.

## 방송 출연
- SBS 《모닝와이드》 - 인터뷰 출연
- SBS 《생방송 투데이》 - 인터뷰 출연
- SBS 《좋은 아침》 - 자문의 패널
- MBC 《생방송 오늘아침》 - 인터뷰 출연
- MBC 《기분 좋은 날》 - 자문의 패널
- JTBC 《다큐플러스》 - 인터뷰 출연
- JTBC 《웃고 떠들고 맛있는 하우스》 - 대타 자문의 패널[1]
- TV조선 《백세시대 프로젝트 위대한 유산》 - 인터뷰 출연
- TV조선 《와카남》 - 인터뷰 출연
- TV조선 《아내의 맛》 - 인터뷰 출연
- TV조선 《굿모닝 정보세상》 - 자문의 패널
- TV조선 《다시 사는 이야기 기사회생》 - 자문의 패널
- TV조선 《퍼펙트 라이프》 - 자문의 패널
- TV조선 《순간의 선택 골든타임》 - 자문의 패널
- TV조선 《백세누리쇼》 - 강연자
- MBN 《특집다큐H》 - 인터뷰 출연
- MBN 《대한민국 1% 건강청문회》 - 자문의 패널
- 채널A 《행복한 아침》 - 자문의 패널
- SBS F!L 《평생동안》 - 자문의 패널
- 헬스메디tv 《뷰티 잇 수다》 - 자문의 패널